# Plotheia cinerascens
Plotheia cinerascens är en fjärilsart som beskrevs av Walker 1865. Plotheia cinerascens ingår i släktet Plotheia och familjen trågspinnare. Inga underarter finns listade i Catalogue of Life.